# Agnetina navasi
Agnetina navasi és una espècie d'insecte plecòpter pertanyent a la família dels pèrlids.